# Primus inter pares
La locución latina primus inter pares significa literalmente 'el primero entre iguales'. Viene a indicar que una persona, dentro de un grupo con un nivel de poder, de autoridad, homogéneo en diferentes ámbitos —bien sea social, político, cultural, religioso, etc.— es la más relevante.

## Casos de uso

### Antigua Grecia
Se encuentran casos de gobierno de primus inter pares (en griego clásico, πρῶτος μεταξὺ ἴσων) en la Antigua Grecia: la basiléia (en griego, βασιλεία).

### Antigüedad romana
El término estuvo también en uso durante la República y el Imperio romano (véase Princeps). También hacía referencia originalmente a la figura Octavio Augusto que evitó llamarse directamente emperador en las primeras fases del Imperio romano, buscando aplacar a aquellos que habrían querido un retorno de la República romana.

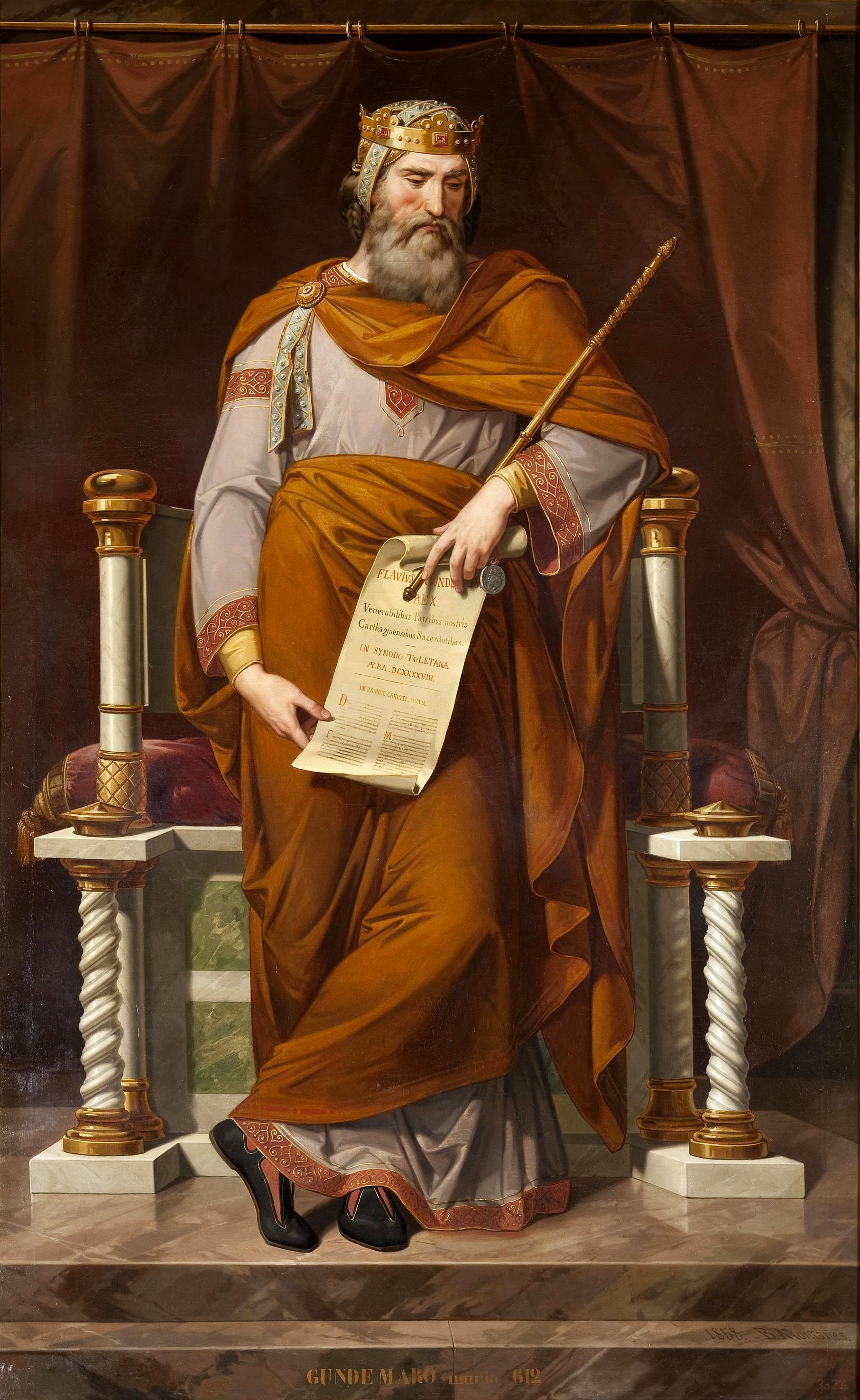
Gundemaro, rey de Visigodos.

### Alta Edad Media europea
También era frecuente entre tribus germánicas, que dejarían su impronta durante las primeras fases de la monarquía visigoda en la península ibérica donde el monarca era elegido entre un grupo de nobles. Hacía referencia al estatus de un caudillo o rey en relación con un estrato inferior de vasallos, nobles por lo general, que mantenían fuertes cotas de poder, especialmente militar. Este estatus o forma de gobierno solía darse cuando el rey, por el motivo que fuere, ostentaba más bien una auctoritas, pero no tanto una potestas. Así, en la Europa medieval, en el contexto del feudalismo existente en muchos reinos de la Alta Edad Media, el rey feudal «gobierna de acuerdo con la nobleza, como un primus inter pares que no impone su auctoritas».

### Política
Entre los ejemplos más claros de empleo de esta expresión:
- la figura de primer ministro en muchos estados parlamentarios, así el primer ministro de muchas naciones con régimen político Parlamentario en la Mancomunidad Británica de Naciones;
- en España, el presidente del gobierno, en un primer momento, que surge cuando el ministro de Estado era la figura que coordinaba a los demás miembros del gabinete y sustituía a la figura del monarca. Esta preponderancia funcional terminó siendo orgánica y pasó a seleccionar directamente al resto de ministros;[13]
- el caso del presidente de la Comisión Europea;[14]
- la figura del presidente del Consejo Europeo desde 1974 a 2008 era la de un «presidente-primus inter pares»;[15]
- al Chief Justice de los Estados Unidos de América;
- actualmente el Presidente de la Confederación Suiza es uno de los siete ministros que preside como primus inter pares. El cargo va rotando anualmente.

### Religión
Algunas figuras religiosas tales como:
- dentro de la Iglesia católica, la primacía papal,[16] o los primados o el decano del Colegio cardenalicio;
- los patriarcas de diversas iglesias cristianas como el Patriarca Ecuménico de la Iglesia ortodoxa, o el arzobispo de Canterbury, líder espiritual de la Comunión anglicana.

### Judicatura
En el ámbito de la judicatura:
- Los decanatos, o jueces decanos, en España, donde la persona titular «es un primus inter pares que asume funciones de organización de los distintos juzgados».[17]
- el presidente de un tribunal, en México,[18] y de la Suprema Corte o Consejo de la Judicatura.[19]

### Música
- El director de orquesta, en origen, era «un músico integrante de la formación, dotado de la función específica de concertar la ejecución, un primus inter pares. En general, esta función se asumía desde el puesto de primer violín de la orquesta.»[20][21]

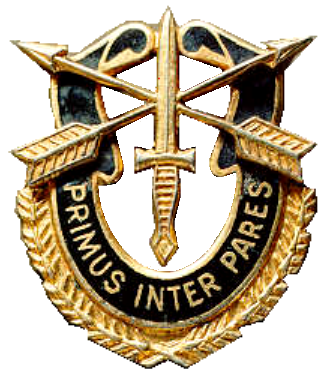
Insignia del Cuerpo de Operaciones Especiales (COE) de Brasil.

### Otros ámbitos
Posteriormente, el término comenzaría a ser usado para indicar que una persona es el mayor o más importante dentro de un grupo de gente que comparte el mismo nivel o responsabilidad. El concepto suele ser utilizado también frecuentemente en su original latino: “Primus inter pares”. Cuando no es utilizado en referencia a un título específico, puede indicar que la persona así descrita es técnicamente igual, pero mirada como superior autoridad o con importancia especial por sus pares. [cita requerida]
En algunos casos puede también ser utilizado para indicar que mientras la persona descrita aparece como un igual, en realidad es el líder extraoficial o reservado de un grupo. [cita requerida]
Se usa también esta expresión cuando se hace, por ejemplo, un listado: siempre tiene que haber una primera persona, no necesariamente la más importante o de mayor estatus.[cita requerida]